# Metak
 Ovo je glavno značenje pojma Metak. Za druga značenja pogledajte Metak (razdvojba).
Metak je projektil koji se ispaljuje iz raznih vrsta vatrenog oružja. Najmanji metak za vatreno oružje je kalibra 9x19mm Parabellum, a najveći je .50 BMG (najviše poznat kao kalibar .50). Hrvatska danas neke vrste proizvodi, a neke kupuje.

## Povijest
Potražnja za sve bržom paljbom vatrenog oružja dovela je do razvoja koji je u konačnici doveo do spajanja komponenti spremnika, upaljača i projektila u jednu cjelinu.

## Sastav
1. projektil (zrno, kugla; ujedno i kalibar metka)
2. čahura
3. trinitroceluloza
4. obod
5. upaljač koji pri detonaciji i aktivira barutno punjenje.

### Metak za pušku i pištolj za suzbijanje nereda
Metke ovog tipa se ne smije ispaljivati direktno u osobe, u protivnom na malim odstojanjima može izazvati smrtonosne posljedice.
- Metak Schermuly teži 200g. Težina punjenja projektila suzavcem CS mu je 93g. Sagorijeva od 10-15sek. Maksimalni domet mu je 130m.

- Metak Smith/Wesson teži 243g. Težina punjenja projektila suzavcem CS mu je 100g. Sagorijeva od 25-50 sek. Maksimalni domet mu je 137m.

#### Gumeni metak
Gumeni metak je sačinjen od gumenog umetka s pirotehničkom smjesom od CS-a. Težina mu je 65g, a vrijeme sagorijevanja smjese je od 25-49s i maksimalni domet je 137m.

#### Probojni metak
Probojni metak je namijenjen za probijanje barikada i ostalih mekših zaklona. Teži 60g, i probija šperploču od 16mm na daljini od 90m. U sebi sadrži CS i sagorijeva od 15-20sec, a domet mu je 250m.

## Boje
Posebnu pozornost treba obratiti na boje s kojima je označen svaki metak. Crvena (osnovna) boja označuje kritična mjesta koja se ne smiju zagrijavati ili piliti. Žuta boja označava školski metak (školski primjerak, koji nema inicijalnu udarnu kapsulu već na mjestu nje je plastika).
| VRSTA METKA                                      | VRH ZRNA   | POJAS ISPOD VRHA | SPOJ INICIJALNE KAPSULE S ČAHUROM |
| ------------------------------------------------ | ---------- | ---------------- | --------------------------------- |
| metak za samokrese                               | crvena     | crvena           | ljubičasta                        |
| metak s univerzalnim zrnom                       | crvena     | crvena           | ljubičasta                        |
| metak s lakim zrnom                              | crvena     | crvena           | ljubičasta                        |
| metak s pancirnim zrnom                          | crna       | crvena           | crna                              |
| metak s pancirno-obilježavajućim zrnom           | crna       | ljubičasta       | crna                              |
| metak s pancirno-zapaljivim zrnom                | crna       | ljubičasta       | crna                              |
| metak s pancirno-zapaljivo-obilježavajućim zrnom | crna       | ljubičasta       | crna                              |
| metak s obilježavajućim zrnom                    | ljubičasta | crvena           | ljubičasta                        |
| metak s eksplozivnim zrnom                       | srebrnasta | crvena           | ljubičasta                        |
| metak s eksplozivno-zapaljivim zrnom             | srebrnasta | ljubičasta       | ljubičasta                        |
| metak sa zapaljivim zrnom                        | crvena     | srebrnasta       | ljubičasta                        |
| metak sa zapaljivo-obilježavajućim zrnom         | ljubičasta | srebrnasta       | ljubičasta                        |

## Vanjske poveznice
Museum für historische Wehrtechnik (Municija)
Hrvatski vojnik broj 44.